# Birthe Kofoed
Birthe Kofoed (født 28. maj 1954) er en tidligere dansk atlet fra Herlufsholm Gymnastikforening.
Kofoed vandt ti danske mesterskaber i kuglestød, deraf fire indendørs og deltog i Europa Cupen 1977, 1979 og 1981.
Hun var indehaver af den danske indendørs rekord i kuglestød med 14,48 sat i Herlufsholm 26. august 1978 frem til Christina Scherwin 10.august 2003 stødte 10 cm længre.
Kofoed var under et par måneder vinteren 2010/2011 sammen med Trine Mulbjerg indehaver af den danske indendørs rekord i kuglestød med 14,71 som Kofoed stødte 13. oktober 1980, Mulbjerg forbedrede rekorden til 14,82 i Gøteborg 12. februar 2011. Kofoeds rekord fik stå i over 30 år.

## Danske mesterskaber
- Bronze 1987 Kuglestød 13,04
- Guld 1986 Kuglestød 12,89
- Sølv 1984 Kuglestød 13,22
- Sølv 1982 Kuglestød 13,91
- Guld 1981 Kuglestød 12,98
- Guld 1980 Kuglestød inde 14,42
- Guld 1979 Kuglestød 13,52
- Guld 1979 Kuglestød inde 13,96
- Guld 1978 Kuglestød 13,97
- Guld 1978 Kuglestød inde 14,04
- Guld 1977 Kuglestød 13,95
- Guld 1977 Kuglestød inde 13,01
- Guld 1976 Kuglestød 13,20